# 代永翼
代永 翼（よなが つばさ、1984年1月15日 - ）は、日本の男性声優。神奈川県出身、茨城県牛久市育ち。賢プロダクション所属。妻は同じく声優の西墻由香。

## 略歴

### 生い立ち
幼少期はやんちゃであり、幼稚園のお遊戯会や戦隊ヒーローごっこなど、演じることは好きな子供だったという。当時は職業としての声優は意識しておらず、映画の吹き替えなどもキャラクター自身が喋っているものだと思っていた。
小学5年の時ほとんど声変わりしなかった。高い声をからかわれたり、いじめられたりするようになり、声に対してコンプレックスを持っていることを、歌や芝居や朗読が好きだと知っている担任の教師に相談した際、声優という職業を教えられて声優を目指すようになる。
小学生のうちは、新聞に掲載されていた声優募集の広告を調べては、両親に「応募していい？」と聞いていたが、中々一歩を踏み出せなかった。
中学校進学後、少しでも演技の経験を積むために演劇部に入部しようと思っていたが、通った中学校の演劇部は女子部員しかいなかった。多感な時期だったため、男子がひとり飛び込んでいって芝居をすることが恥ずかしく、結局入部はしなかった。中学1年生時はソフトテニス部、中学2年生でテニスを辞めて科学部、3年は受験もあるため帰宅部だった。
中学3年生時には声優専門学校の資料を取り寄せたりもしていたが、進路に繋がる実際の行動には移しはしなかった。
高校1年生の時は、1年目から部活に入部すると学校の外で自由に使える時間が少なくなるため、友人との遊びで高校生活を満喫しようと思っていた。当時は周囲に同じようなことをしている人物はおらず、当時から変わり者扱いされていた。声優雑誌のインタビューなどを読んでいたところ、「今の時期にできること、興味があることをやっておいた方がいい。それがのちのち声優になったときに役に立ってくる。芝居の引き出しを増やしてくれる」といったことを言っていた人物が大勢おり、それが心のどこかに残っていた。友人には「演劇をやりたい」と言っており、「そろそろ、演劇部入らないの？」と誘われ、高校演劇には全国大会があり、発表の場があることを知った。「声優目指すなら、そろそろ本気で演劇をやったほうがいいな」と入部を決めて、高校2年の時から演劇部に所属。初舞台は、銀行強盗役だった。
ソフトテニス部での息継ぎ、走り込みの経験は、アニメで運動するシーンを演じるときに役立った。「アニメから与えてもらった感動を、早く誰かに返せたらいいな」とも感じていた。同じように高い声でコンプレックスを抱えていたり、いじめられている子が世の中に多数いると感じていたこともあり、その気持ちが強かったと語る。
石田彰、宮田幸季、保志総一朗、関智一などのインタビュー記事を参考にするために追いかけていた。後に賢プロダクションの先輩になる結城比呂も名前を意識していたが、専門学校時代に講義を聞いた時は感動していたという。その時は「声にコンプレックスがあったのか」、「声優になるまでにどんな道を歩まれていたのか」といったことに興味があったが、後者については当初から声優志望の人物もいれば、劇団での活動から声優業に幅を広げた人物もおり、他にも様々なルートがあり、それを知るのが面白く、将来について具体的に考えることにも繋がった。
専門学校 東京メディアアカデミーの声優ボーカル科（現：専門学校 東京声優・国際アカデミーの声優養成科）を卒業後、賢プロダクション付属の声優養成所スクールデュオに6期生として入所。その後、事務所預かりになった賢プロ3年目にデビューした。
当初は漠然と他の事務所のオーディションを受けようと志望しており、「自分と近い声質の男性声優が多数所属しており、売り出すノウハウがありそうな事務所」が二つあったため、「どちらかに入れたらいいな」と思っていた。偶々最初に受けたのが賢プロのオーディションで、担当だった賢プロのマネージャーが、「女の子寄りの、特徴的な声をしてるね」とコメントをしてくれたのを聞いて、個性をしっかり見てくれている気がしていたという。当時はオーディションのその日に合否がわかり、実際に所属するかどうかを決める必要があり悩んだが、講師とも相談して、「自分の声が望まれるならこのチャンスに賭けてみよう」、「個性を認めた上で、そこに商品としての価値を見出してくれたのであれば、自分のやりたいことをやらせてくれるのかもしれない」と考えて、志望していた事務所を受けずに、賢プロに所属した。　
養成所時代は「自分の声質ならやはり少年役が向いているだろう」と思っていたが、養成所のレッスンで与えられていた役は、結構声が低い役が多かった。「どう自分をアピールしていいのか」と悩み、声質によっては、できにくい役はあったという。

### デビュー後
2006年、OVA『CLUSTER EDGE Secret Episode』生徒役で声優デビュー。
2007年、『機神大戦ギガンティック・フォーミュラ』州倭慎吾役・『おおきく振りかぶって』三橋廉役でアニメ初主役。
2008年、第2回声優アワード新人男優賞受賞。
2011年4月、江口拓也、木村良平の3人で音楽ユニット「Trignal」を結成。
2012年12月12日、「Trignal」としてKiramuneよりミニアルバム『PARTY』でCDデビュー。
2015年5月4日、自身のTwitterで同じ事務所所属の声優・西墻由香と結婚したことを発表した。
2018年7月18日、自身のTwitterにて第1子誕生を発表した。
2019年11月18日、所属事務所および自身のTwitterより、発声障害の治療のため一部活動を制限することが発表された。
2024年10月9日、自身のXで第2子誕生を報告した。

## 人物
役柄としては中性的な役、少年役を演じることが多い。
岡林史泰、妻でもある西墻由香と共に「玄希弾」というユニットを組んでいる。

### 趣味・嗜好
特技は水泳。趣味は料理、ヴァンガード、カラオケ。
漫画が好き。小学生の頃は姉が『なかよし』や『りぼん』を購読していたことから、『美少女戦士セーラームーン』、『赤ずきんチャチャ』、『ナースエンジェルりりかSOS』、『魔法騎士レイアース』といった少女漫画を読んでいた。また、少年漫画では姉の影響で『週刊少年サンデー』を読んでおり、特に『うしおととら』が好きだったという。藤田和日郎作品では『からくりサーカス』、『月光条例』も読んでいた。学校の図書室に手塚治虫先生の漫画が置いてあり、『どろろ』、『七色いんこ』、『ブラック・ジャック』は全部図書室で借りて読んでいた。特に『どろろ』は繰り返し読んだ覚えがあり、未完結であることから、次はどういう妖怪と戦うんだろうとか、続きを想像する楽しみがあったという。中高生時代には『封神演義』にハマっていた。他に少年漫画では『地獄先生ぬ〜べ〜』も好きだったという。初めて自身のお小遣いで買った作品は『東京BABYLON』か『聖伝-RG VEDA-』だったとしている。CLAMP作品で初めて読んだのは姉の影響で『X』であるとしている。2015年の時点で集めているコミックスとして、『特区八犬士［code:T-8］』、『かくりよものがたり』、『文豪ストレイドッグス』、『アホリズム』を挙げている。渡瀬悠宇の絵が好きであり、『ふしぎ遊戯』『ふしぎ遊戯 玄武開伝』、『妖しのセレス』を読んでいた。小説では『スレイヤーズ』と『ブギーポップ』を読んでいたといい、『ブギーポップ』は今も本屋へ行くと新刊が出ていないか確かめると2015年のインタビューで述べている。
初主演作である『おおきく振りかぶって』は元から『月刊アフタヌーン』で連載を読んでいて面白いと思っており、出演が決まった際に改めてまとめてコミックスを読んだら、どっぷりハマってしまったという。注目作品への出演かつ初の主人公役ということで、当時は相当なプレッシャーもあったが、「気にしていてもしょうがないな」という気持ちもあり、原作者であるひぐちアサが代永の声と芝居を聞いて「三橋は代永さんで」と言ったことから、その恩返しをするという意味でも自分にできる限りの三橋をしっかり演じようと思って収録に臨んだという。自身が出演している作品では『弱虫ペダル』も読んでいる。

### 家族
6つ上の姉と、4つ下の妹がいる。父は理系の仕事をしていたため、その血も姉が継いでいたという。代永は長男であり、小さい頃から父には「役者じゃなく、もっと堅い職業を目指しなさい」と言われ反対されていたという。一方、母は一度決めたら曲げない性格なのを知っていたため、「どこまでできるか試してみなさい」と応援してくれたという。
父は専門学校に通いだしてからも反対しており、結局和解ははっきりとはなかったが、代永が実家を出て一人暮らしを始めてから、知らないところで取材を受けた雑誌を買っていたりしていたという。父は不器用な人物で、直接息子に伝えるタイプではなかったため、2023年時点では父に対しては「かわいらしい人だったんだな」と思っているという。

## 出演
太字はメインキャラクター。

### テレビアニメ
2006年
- こてんこてんこ（バグーD）

2007年
- NANA（生徒）
- 機神大戦ギガンティック・フォーミュラ（州倭慎吾、スサノヲ〈アレス〉）
- おおきく振りかぶって（2007年 - 2010年、三橋廉） - 2シリーズ
- 結界師（クラスメート）
- のだめカンタービレ（2007年 - 2010年、野田佳孝） - 2シリーズ
- Over Drive（少年）
- ef - a tale of memories.（部員A）
- しゅごキャラ!（2007年 - 2009年、山田、霧島冬樹） - 3シリーズ
- げんしけん2（男A、男L）
- 逮捕しちゃうぞ フルスロットル（内田、不良、少年）
- みなみけ（少年A、男子A）
- もっけ（カマイタチの子分）
- 湾岸ミッドナイト（原田）

2008年
- かたつむリンピック（バフィ）
- シゴフミ（町屋翔太）
- バンブーブレード（藤村）
- ペルソナ 〜トリニティ・ソウル〜（玖珠若桜、玖珠椎葉）
- S・A〜スペシャル・エー〜（山本純）
- ネットゴーストPIPOPA（松下シュウゾウ、社員）
- BLEACH（菅ノ木愁）
- ぷるるんっ!しずくちゃん あはっ☆（ヒカルくん）
- Mission-E（麻織の弟）
- 絶対可憐チルドレン（たける）
- ワールド・デストラクション 〜世界撲滅の六人〜（男の子）
- バトルスピリッツ 少年突破バシン（生徒D）
- まかでみ・WAっしょい!（孝昌）
- CHAOS;HEAD（将軍）
- うちの3姉妹（お兄さん）

2009年
- 明日のよいち!（少年B）
- グイン・サーガ（レムス）
- 初恋限定。（男子部員B）
- アラド戦記〜スラップアップパーティー〜（カゴン）
- 極上!!めちゃモテ委員長（内木謝意男）
- 生徒会の一存（男子生徒）
- 夢色パティシエール（2009年 - 2010年、花房五月、ナルシー） - 2シリーズ
- ご姉弟物語（青春団C）

2010年
- スティッチ! 〜いたずらエイリアンの大冒険〜（ハンス、チームメイト、スワッパー） - 2シリーズ
- いちばんうしろの大魔王（三輪ヒロシ）
- 忍たま乱太郎（2010年 - 2025年、諸泉尊奈門〈2代目〉、ドクタケ忍者、子分）
- メタルファイト ベイブレード（2010年 - 2011年、ダムレ） - 2シリーズ
- えむえむっ!（日村雪之丞）

2011年
- カードファイト!! ヴァンガード（2011年 - 2020年、先導アイチ） - 11シリーズ
- X-MEN（ミュータントの少年）
- 俺たちに翼はない（羽田鷹志〈ヨージ〉 /  ナレーション）
- TIGER & BUNNY（トニー）
- ダンボール戦機（ピンキー）
- 青の祓魔師（宝）
- ちはやふる（2011年 - 2020年、駒野勉） - 3シリーズ
- はなかっぱ（2011年 - 2012年、村の男の子、コケヤンの祖父、すぎるの父、クマの兄さん、村人B、家来）
- Persona4 the ANIMATION（小西尚紀）

2012年
- アドリブアニメ研究所（桃太郎）
- エリアの騎士（的場薫）
- 黄昏乙女×アムネジア（新谷貞一）
- あっちこっち（西原京谷）
- アルカナ・ファミリア -La storia della Arcana Famiglia-（ノヴァ）
- 超訳百人一首 うた恋い。（紀貫之）
- ソードアート・オンライン（2012年 - 2020年、ササマル） - 2シリーズ
- 戦国コレクション（谷山薫）
- ONE PIECE（2012年 - 2018年、ボビン）
- FAIRY TAIL（2012年 - 2019年、ルーファス・ロア） - 3シリーズ

2013年
- クレヨンしんちゃん（2013年 - 2015年、タク、カスカベレッド〈阿石輝夫〉）
- みにヴぁん（2013年 - 2016年、先導アイチ） - 2シリーズ
- イナズマイレブンGO ギャラクシー（2013年 - 2014年、皆帆和人、ナワット・ラム、ロラン・ラザレフ、レサト・ハリド、フォボス・クェーサー）
- うたの☆プリンスさまっ♪ マジLOVEシリーズ（2013年 - 2016年、帝ナギ） - 3シリーズ
- 革命機ヴァルヴレイヴ（プルー） - 2シリーズ
- Free!（2013年 - 2018年、葉月渚） - 3シリーズ
- 八犬伝―東方八犬異聞― 第二期（犬江仁）
- 黒魔女さんが通る!!（聖水クロス）
- 弱虫ペダル（2013年 - 2023年、真波山岳） - 5シリーズ

2014年
- LOVE STAGE!!（瀬名泉水）
- ガンダムさん（アムロさん）
- 曇天に笑う（曇宙太郎）
- ログ・ホライズン2（2014年 - 2015年、菫星）

2015年
- 美男高校地球防衛部LOVE!（芽川類）
- ワールドトリガー（2015年 - 2021年、天羽月彦） - 2シリーズ
- 赤髪の白雪姫（シュカ）
- どうしても干支にはいりたい（2015年 - 2020年、イヌ） - 2シリーズ
- ふうせんいぬティニー（エン&ペラー）

2016年
- 霊剣山（2016年 - 2017年、王陸、王璐） - 2シリーズ
- ダイヤのA シリーズ（2016年 - 2019年、赤松晋二、川上憲史〈中学時代〉） - 2シリーズ
- シュヴァルツェスマーケン（ミヒャエル・ゾーネ）
- ベイブレードバースト（2016年 - 2018年、緑川犬介） - 2シリーズ
- くまみこ（青年）
- D.Gray-man HALLOW（ユウ）
- サザエさん
- 12歳。〜ちっちゃなムネのトキメキ〜（綾瀬陽日）
- ドリフェス!（2016年 - 2017年、沢村唯弦） - 2シリーズ
- ALL OUT!!（2016年 - 2017年、花館充男）
- デジモンユニバース アプリモンスターズ（2016年 - 2017年、サクシモン）
- リルリルフェアリル（2016年 - 2018年、ワサビネガー、プロキオン） - 3シリーズ

2017年
- ちるらん にぶんの壱（沖田総司）
- CHAOS;CHILD（将軍）
- 喧嘩番長 乙女 -Girl Beats Boys-（鬼ヶ島ひかる）
- バチカン奇跡調査官（平賀良太）
- 最遊記RELOAD BLAST（梠舟）
- UQ HOLDER! 〜魔法先生ネギま!2〜（バサゴ）
- 妹さえいればいい。（恵那刹那）
- 将国のアルタイル（ヌルザーン）

2018年
- アイドリッシュセブン（2018年 - 2023年、和泉三月） - 4シリーズ
- 妖怪ウォッチ シャドウサイド（2018年 - 2019年、義経）
- フルメタル・パニック! Invisible Victory（ゲーオ）
- 千銃士（エカチェリーナ）
- BAKUMATSU（2018年 - 2019年、沖田総司） - 2シリーズ
- 探偵オペラ ミルキィホームズ サイコの挨拶（先導アイチ）

2019年
- 浦島坂田船の日常（やまだぬき）

2020年
- ぼくのとなりに暗黒破壊神がいます。（君屋ひびき）
- アルゴナビス from BanG Dream!（御劔虎春）

2024年
- ドラゴンボールDAIMA（トランクス〈ミニ〉）

2025年
- グリザイア:ファントムトリガー（蒼井春人）

### 劇場アニメ
2010年
- 劇場版3D あたしンち 情熱のちょ〜超能力♪ 母大暴走!（少年A）

2011年
- 劇場版アニメ 忍たま乱太郎 忍術学園 全員出動!の段（諸泉尊奈門）

2012年
- 劇場版 TIGER & BUNNY -The Beginning-（トニー）

2013年
- はなかっぱ 花さけ!パッカ〜ん♪ 蝶の国の大冒険（親衛隊）

2014年
- 劇場版 カードファイト!! ヴァンガード ネオンメサイア（先導アイチ）

2015年
- 劇場版 弱虫ペダル（真波山岳）

2016年
- 告白実行委員会〜恋愛シリーズ〜（綾瀬恋雪） - 2作品
- 弱虫ペダル SPARE BIKE（真波山岳）
- 劇場版マジェスティックプリンス 覚醒の遺伝子（クリス・ソルフェリーノ）

2017年
- Free!シリーズ（2017年 - 2022年、葉月渚） - 4作品
- 曇天に笑う〈外伝〉（2017年 - 2018年、曇宙太郎） - 3作品
- 映画 妖怪ウォッチ シャドウサイド 鬼王の復活（義経）

2018年
- 劇場版 七つの大罪 天空の囚われ人（ソラーダ）

2019年
- タマ&フレンズ～タマとふしぎな石像～（チビ）
- 劇場版 うたの☆プリンスさまっ♪ マジLOVEキングダム（帝ナギ）

2023年
- 劇場版アイドリッシュセブン LIVE 4bit BEYOND THE PERiOD（和泉三月）
- 劇場版 美少女戦士セーラームーンCosmos（サフィール）

2024年
- 劇場版 忍たま乱太郎 ドクタケ忍者隊最強の軍師（諸泉尊奈門）

### OVA
2000年代
- CLUSTER EDGE Secret Episode（2006年、生徒）
- 限定少女。（2009年、男子A）
- ひぐらしのなく頃に礼（2009年、オタクA）

2010年代
- 模型戦士ガンプラビルダーズ ビギニングG（2010年、イレイ・ハル）
- 夢色パティシエール 胸キュン♥トロピカルアイランド!（2010年、花房五月） - 夏ドキッ★りぼんっ子パーティー55上映作品
- アルカナ・ファミリア スペシャルディスク "La prima festa"（2013年、ノヴァ）
- ちはやふる（2013年、駒野勉） - コミックス第22巻DVD付き限定版
- 今際の国のアリス（2014年 - 2015年、勢川張太） - コミックス第12 - 14巻DVD付き限定版
- Hybrid Child（2014年、ゆず）
- 十三支演義 〜偃月三国伝〜 外伝 幽州幻夜（2014年、張蘇双）
- ヤリチン☆ビッチ部（2018年、明美圭一） - コミックス第3巻DVD付き限定版
- グリザイア:ファントムトリガー THE ANIMATION（2019年 - 2020年、ハルト） - 2シリーズ

### Webアニメ
- 亡念のザムド（2008年、ハコベ）
- Starry☆Sky（2010年、小熊伸也、他校生徒(2)、クラスメイト(2)）
- にゃんころり（2013年、ウィング、きりみちゃん、ブリくん） - 2シリーズ
- 美少女戦士セーラームーンCrystal（2015年、サフィール[90]）
- ニンジャスレイヤー フロムアニメイシヨン（2015年、ヒュージシュリケン）
- 政宗ダテニクル（2016年、鳥面）
- みにヴぁん ら〜じ（2021年 - 2022年、先導アイチ） - 2シリーズ
- 終末のワルキューレII（2023年、沖田総司[91]）

### ゲーム
2007年
- おおきく振りかぶって ホントのエースになれるかも（三橋廉）
- Que 〜エンシェントリーフの妖精〜（小田久男）
- ドカポンキングダム

2008年
- アヴァロンコード（ユミル）
- あさき、ゆめみし（祇王）
- うわさの翠くん!!2 ふたりの翠!?（麻布ミチル）
- CHAOS;HEAD（将軍）
- クレプシドラ 〜光と影の十字架〜（クルス / 門番〈ペトラス〉）
- ゼロの使い魔 迷子の終止符と幾千の交響曲（ダンプリメ）
- 蒼黒の楔 緋色の欠片3（凛）
- タイムホロウ 奪われた過去を求めて（時尾歩郎）
- ブレイザードライブ（シュンヤ）
- ポンコツ浪漫大活劇バンピートロット ビークルバトルトーナメント（スバル）
- ミブリー&テブリー（テブリー）
- LUX-PAIN（成瀬シンジ）
- Real Rode（ソマリ）

2009年
- アークライズファンタジア（コピン）
- 風色サーフ（セルジュ・フォンク）
- カヌチ 黒き翼の章（ヒノカ・セス）
- セイクリッドブレイズ -SACRED BLAZE-（カッテント）
- 旋光の輪舞DUO（レーフ・レファニュ）
- ナデプロ!! 〜キサマも声優やってみろ!〜（本郷太一郎）
- VitaminZ（多智花八雲）
- ルミナスアーク3 アイズ（コピン、ランド）

2010年
- カエル畑DEつかまえて☆彡（法月蓮）
- カエル畑DEつかまえて ポータブル（法月蓮）
- カエル畑DEつかまえて・夏 千木良参戦!（法月蓮）
- 恋人はキャプテン（本庄武蔵）
- コープスパーティー ブラッドカバー リピーティッドフィアー（黒崎健介）
- Starry☆Sky 〜in Summer〜 Portable（小熊伸也）
- 蒼黒の楔 緋色の欠片3 ポータブル（凛）
- TAKUYO Mix Box 〜ファーストアニバーサリー〜（法月蓮）
- 夏空のモノローグ（篠原涼太）
- VitaminZ Revolution（多智花八雲）
- ブレイズ・ユニオン（ネシア、ミゼル）
- 夢色パティシエール マイスイーツ☆クッキング（花房五月）
- Real Rode PORTABLE（ソマリ）

2011年
- アルカナ・ファミリア -La storia della Arcana Famiglia-（ノヴァ）
- アンチェインブレイズレクス（ヘクトール）
- SDガンダム GGENERATION（2011年 - 2025年、イレイ・ハル、マイキャラクターボイス少年3〈OVER WORLD〉） - 3作品
- カエル畑DEつかまえて・夏 千木良参戦! ぽーたぶる（法月蓮）
- カオスコード（カトリーヌ）
- コープスパーティー Book of Shadows（黒崎健介）
- 最後の約束の物語（ヨシュア）
- Starry☆Sky 〜After Summer〜（小熊伸也）
- スティールクロニクル（アレックス・サザーランド）
- つくものがたり（富樫薫）
- テイルズ オブ エクシリア（ジュード・マティス）
- TOKYOヤマノテBOYS HONEY MILK（百瀬歩夢）
- TOKYOヤマノテBOYS SUPER MINT（百瀬歩夢）
- TOKYOヤマノテBOYS DARK CHERRY（百瀬歩夢）
- NOISE―voice of snow―（ロウ）
- Vitamin XtoZ（多智花八雲）
- 文明開華 葵座異聞録（神鳴剣助〈幼少〉、茂丹）
- MISS PRINCESS ミスプリ!（樹桃太）

2012年
- アルカナ・ファミリア -幽霊船の魔術師-（ノヴァ）
- アルカナ・ファミリア -フェスタ・レガーロ!-（ノヴァ）
- エクストルーパーズ（ルアン・フォレスト）
- コープスパーティー -THE ANTHOLOGY- サチコの恋愛遊戯♥Hysteric Birthday 2U（黒崎健介）
- 十三支演義 〜偃月三国伝〜（張蘇双）
- 蒼黒の楔 緋色の欠片3 明日への扉（凛）
- テイルズ オブ エクシリア2（ジュード・マティス）
- テイルズ オブ ザ ヒーローズ ツインブレイヴ（ジュード・マティス）
- TOKYOヤマノテBOYS SWEET JELLY BEANS（百瀬歩夢）
- TOKYOヤマノテBOYS PURE RASPBERRY（百瀬歩夢）
- TOKYOヤマノテBOYS Portable HONEY MILK（百瀬歩夢）
- 時と永遠 〜トキトワ〜（主人公）
- 倭人異聞録 〜あさき、ゆめみし〜（祇王）

2013年
- アルカナ・ファミリア2（ノヴァ）
- イケメンまみれ（青葉千尋）
- いっしょにごはん。PORTABLE（多摩卵丸）
- イナズマイレブンGO ギャラクシー ビッグバン/スーパーノヴァ（皆帆和人）
- カードファイト!! ヴァンガード ライド トゥ ビクトリー!!（先導アイチ）
- 家政婦さんっ! 〜トキメク☆イケメン男子寮〜（五十嵐千春）
- キミ♥ドル 〜キミのアイドル〜（月森雨太）
- クロストライブ（鷹野春道）
- 怪盗グルーの月泥棒: ミニオンラッシュ（ミニオン・デイブ）
- 恋花デイズ（菫舘律人）
- サモンナイト5（ダイス）
- 神撃のバハムート（オルス）
- 真・戦国バスター（豊臣秀吉）
- Starry☆Sky 〜After Summer〜 Portable（小熊伸也）
- SNOW BOUND LAND（クラエス）
- Solomon's Ring 〜水の章〜（アンドロマリウス）
- Tiny×Machinegun（ジェリー）
- 夏空のモノローグ portable（篠原涼太）
- VitaminZ Graduation（多智花八雲）
- VitaminZ Revolution（多智花八雲）
- ボーイフレンド（仮）（桜沢瑠風）
- ライトニング リターンズ ファイナルファンタジーXIII（バクティ）

2014年
- カードファイト!! ヴァンガード ロック オン ビクトリー!!（先導アイチ）
- CV 〜キャスティングボイス〜（姫乃雪彦）
- 黒雪姫〜スノウ・ブラック〜（ミラー）
- 黒雪姫〜スノウ・マジック〜（ミラー）
- コープスパーティー BLOOD DRIVE（黒崎健介）
- 十三支演義 〜偃月三国伝2〜（張蘇双）
- 戦場のウエディング（謎の神父ヒューゴ）
- テイルズ オブ ザ ワールド レーヴ ユナイティア（ジュード・マティス）
- 熱血異能部活譚 Trigger Kiss（小早川天地）
- 華アワセ 姫空木編（花神花）
- 放課後colorful＊step〜うんどうぶ!〜（桐生七緒）
- 魔女王（ドロップ＝ルスト）
- 嫁コレ（多智花八雲、真波山岳）

2015年
- アイドリッシュセブン（2015年 - 2024年、和泉三月）
- アルカナ・ファミリア -La storia della Arcana Famiglia- Ancora（ノヴァ）
- イグジストアーカイヴ -The Other Side of the Sky-（逢祇恋）
- 十三支演義 偃月三国伝1・2（張蘇双）
- 東京ファントム（山田一郎）
- 忍たま乱太郎 ふっとびパズル!の段（諸泉尊奈門）
- ヴァリアントナイツ（シン＝ゼノン）
- 星彼Days（郁）
- ポップアップストーリー 魔法の本と聖樹の学園（ユーリ・レッセン）
- 夢王国と眠れる100人の王子様（プロキオン）
- 弱虫ペダル 明日への高回転（真波山岳）
- ROOT∞REXX（天羽玲）

2016年
- AKIBA'S BEAT（アケミ・エクスタシア）
- カードファイト!! ヴァンガードG ストライド トゥ ビクトリー!!（先導アイチ）
- グランブルーファンタジー（2016年 - 2024年、ヴェリトール、KIRIMIちゃん.）
- 喧嘩番長 乙女（鬼ヶ島ひかる）
- サモンナイト6 失われた境界たち（ダイス）
- 三国志大戦（第2期）（2016年 - 2021年、諸葛亮、陳到、周瑜）
- 三国志ものがたり（劉備玄徳）
- 世界樹の迷宮V 長き神話の果て
- テイルズ オブ アスタリア（ジュード・マティス）
- テイルズ オブ ベルセリア（ジュード・マティス）
- バンドやろうぜ!（結）
- 文豪とアルケミスト（宮沢賢治）
- ベイブレードバースト（緑川犬介、ケル、ベス）
- ぼくたちのプロマネ!（四郷智也）
- マジカルデイズ the Brats’s Parade（リカルド）
- 猛獣たちとお姫様（ミアーシュ）
- 勇者死す。（勇者）

2017年
- オルタンシア・サーガ -蒼の騎士団-（ディクセン）
- テイルズ オブ ザ レイズ（ジュード・マティス）
- 恋愛幕末カレシ〜時の彼方で花咲く恋〜（沖田総司）
- Side Kicks!（クルミ）
- 保険ヒーローMARINE（東上守）
- 異世界でカフェを開店しました。（ルトヴィアス・アシュリー・マティアス）
- 茜さすセカイでキミと詠う（蘇我入鹿）
- 喧嘩番長 乙女 〜完全無欠のマイハニー〜（鬼ヶ島ひかる）
- 刀剣乱舞 ONLINE（2017年 - 2023年、謙信景光）
- 猛獣たちとお姫様 〜in blossom〜（ミアーシュ）
- オトメ勇者（セルピコ）
- レイヤードストーリーズ ゼロ（ペルファル、チェシャー、ソロモン）

2018年
- アイドリッシュセブン Twelve Fantasia!（和泉三月）
- 千銃士（エカチェリーナ）
- 弱虫ペダル（真波山岳）
- 京刀のナユタ（常田宗一）
- ベイブレードバースト バトルゼロ（緑川犬介）
- SHOW BY ROCK!!（2018年 - 2019年、マロ）
- あやかし恋廻り（影丸）
- プレカトゥスの天秤（リーンハルト・ハーゼルゼット）
- ファイナルファンタジー ブレイブエクスヴィアス（ニコル）
- 夢間集（霊狐）
- オンエア!（橋倉杏）

2019年
- 妖怪ウォッチ ぷにぷに（義経）
- 妖怪ウォッチ4 ぼくらは同じ空を見上げている / 4++（義経）
- 鬼ノ哭ク邦（ウィル）
- ポケモンマスターズ / EX（2019年 - 2023年、ジュン）
- パレットパレード（ヤン・ファン・エイク）
- クロス×ロゴス（エルス〈男〉）
- ワールドフリッパー（ソウシロウ、アンディ）

2020年
- HoneyWorks Premium Live（綾瀬恋雪）
- グリザイア クロノスリベリオン（ハルト）

2021年
- アルゴナビス from BanG Dream! AAside（御劔虎春）
- フォーセイクンワールド：神魔転生（暗殺者 ハワード、遊侠）

2024年
- アルゴナビス -キミが見たステージへ-（御劔虎春）

### ドラマCD
- アイショタ（2019年、馬越斗亜） - 同人作品
- 赤毛のアン（アン・シャーリー）
- あつまれ!学園天国（高屋翠）
- アルカナ・ファミリア シリーズ（ノヴァ）
  - アルカナ・ファミリア ドラマCD Vol.2、3
  - アルカナ・ファミリア capitolo.1、2
  - アルカナ・ファミリア 〜ラ・プリマヴェーラ〜 ※文庫限定版付属CD
  - アルカナ・ファミリア キャラクターCD 〜Guida REGALO〜 ノヴァ
  - アルカナ・ファミリア フェス・レガCD ラ・ドルチェ・ヴィータ
  - アルカナ・ファミリア Il dolce Regalo vol.1 -ROSSO-
  - アルカナ・ファミリア assortito 1-２
- 息遣いシリーズ 病院編 〜医者と患者の取り合い吐息〜（五十嵐翔）
- いっしょにごはん。 シリーズ（多摩卵丸）
  - いっしょにごはん。 2、4
  - いっしょにごはん。あらかると 林 流宇
  - いっしょにごはん。あらかると 多摩 卵丸
  - いっしょにごはん。あらかると 大豆 納
  - いっしょにごはん。あらかると サトウ
  - いっしょにごはん。-炊きたて!-
- In Straight fact（須山凪）
- ラジオドラマ エクストルーパーズ（ルアン・フォレスト）
- おとまりHONEY（男子生徒）
- 俺たちに翼はない ドラマCD セカンドシーズン 第四章「夢ゲーム・薔薇色クロスオーバー」（羽田鷹志〈ヨージ〉）
- 海賊と人魚（緋水）
- 家族ゲーム（伊佐坂悟）
- からっと! 第2巻（モルダバ）
- 季刊シリーズ（フクちゃん[171]）
  - saison（セゾン）printemps（プランタン）春
  - saison（セゾン）été（エテ）夏
  - saison（セゾン）automne（オートヌ）秋
- 機神大戦ギガンティック・フォーミュラ B@B Vol.1 - 3（州倭慎吾）
- キスとDO-JIN! 〜王子様はカリスマ大手!?〜（姫宮孔一郎）
- きりん幼稚園へようこそ（高村杏樹）
- Quad Cross（少年（ミルグム）[172]）
- くだみみの猫（重神未来）
- くりきん☆劇場（源九朗）
- CRUZ ZERO（田口芯）
- 月光仮面ビギンズ サタンの爪（榊冬馬）
- ドラマCD 恋人はキャプテン（本庄武蔵）
- コーセルテルの竜術士物語 〜海に行く話〜（リリック）
- コープスパーティー・ブラッドカバー 第2巻（黒崎健介）
- 三千世界の鴉を殺し6（ツインメーア・デ・エラ・レッド）
- シヴァタントリズム vol.1 - 4（ブラフマー）
- 執事たちの恋愛事情〜秘密のハッピープレゼント〜（古手川瞬）
- 忍びよる恋はくせもの（服部蘭丸[173]）
- 十五少年漂流記〜二年間の夏休み〜（モコ）
- 十三支演義 〜偃月三国伝〜 ドラマCD 未知の旅路（張蘇双[174]）
- 私立クレアール学園 学園祭で華になれ!（伊佐木ひろむ）
- 白アリッッ（ハートのジャック）
- Starry☆Sky 〜in Summer〜 星的砂浜浪漫譚（小熊伸也）
- SNOW BOUND LAND ドラマCD 〜お見合いクラッシュ大作戦〜（クラエス[175]）
- S・A〜スペシャル・エー〜 S・A〜スペシャル・エー〜 ドラマCD1、2（山本純）
- 精神特科 DomusCordis「〜if-畏怖に苛まれた少年」（リベリカ）
- セーラー服と重戦車（星野弾）
- ドラマCD 先輩後輩シリーズ vol.1 とある茶道部での告白（三雲光貴[176]）
- 蒼黒の楔 緋色の欠片3 シリーズ（凛）
  - オトメイトCD BOOK 蒼黒の楔 緋色の欠片3 外伝
  - Dramatic CD Collection 蒼黒の楔 緋色の欠片3
- Tiny×Machinegun タイニー・マクダニエル捜査ファイル「THE KNOCKDOWN」（ジェリー）
- つくものがたり ドラマCD 野郎がたり（富樫薫）
- Dear Girl〜Stories〜 響 シリーズ（暗黒響・望）
  - Dear Girl〜Stories〜 響 ドラマCD 暗黒響編
  - Dear Girl〜Stories〜 響 ドラマCD THE Final[177]
- アンソロジードラマCD「テイルズ オブ エクシリア」Vol.1、2 （ジュード・マティス）
- アンソロジードラマCD「テイルズ オブ エクシリア2 」2013 Summer、 Winter
- 天狗神（浄）
- TOKYOヤマノテBOYS RED HOT ICE CREAM（百瀬歩夢）
- となりの801ちゃん（男子生徒、少年、コミケの男）
- なかよし公園 1、2（シロ）
- 夏空のモノローグ オリジナルドラマCD（篠原涼太）
- ナデプロ!! SPCD2 〜続・近況報告〜（水希龍之介）
- 虹色セプテッタ ドラマCD「ワンナイト カーニバル」 DISC-1、2（森崎那波斗）
- 忍たま乱太郎 ドラマCD シリーズ（諸泉尊奈門）
  - 保健委員会の段
  - 一年い組&ろ組の段
- ぬらりひょんの孫 音盤劇話抄（五徳猫）
- NOBU シリーズ（宇佐美）
  - NOBU
  - NOBU学園
  - NOBU学園〜二限目〜
- 獏狩り シリーズ
  - 獏狩り3〜夢桜篇〜（帝）
  - 獏狩り〜神和篇〜（神和玲）
- 伯爵と妖精 紳士の射止めかた教えます（森のあるじ）
- パスタマフィア 1（コルツェッティ）
- 葉っぱのフレディ〜いのちの旅〜（ベン）
- 陽だまりのピニュ（トーリ・モノ・ノル・ノーナ・チパルル）
- VitaminZ シリーズ（多智花八雲）
  - VitaminZ ドラマCD -Part.1、2-
  - Dramatic CD Collection VitaminZ・ハッピービタミン〜Oh!ムコ・バトル〜
- 人間交差点 -HUMAN SCRAMBLE- あの日川を渡って（山崎ひろし）
- VELVET UNDERWORLD「Fragment story #2 "The Death"」（ボーンマニア）
- 風水天戯（星淑）
- Free! ドラマCD 岩鳶高校水泳部 活動日誌1・2（葉月渚[178]）
- 文明開華 葵座異聞録 桜花爛漫 〜酔いどれ浪漫紀〜（茂丹）
- ペンギンゑにし 第三譚 天狗草子（少年天狗）
- 放課後colorful＊step〜Track club〜（桐生七緒[179]）
- 帽子屋エリプシス（小津隼人）
- ボクたちオトコの娘 シリーズ（青柳玉三郎）
  - ボクたちオトコの娘 〜アイドルデビュー編〜
  - ボクたちオトコの娘 〜ドキドキ☆サマーハプニング編〜
  - ボクたちオトコの娘 〜まさかの!ス・キャ・ン・ダ・ル編〜
  - ボクたちオトコの娘 〜ハートがハラハラ★小悪魔ちゃん登場編〜
- ぼくのとなりに暗黒破壊神がいます。（君屋ひびき[180]）
- メタルスレイダーグローリー（技・燕改）
- 闇の皇太子 宿命の兄弟（天神后）
- ヤングガン・カルナバル  VOL.1-3（石動一登）
- 弱虫ペダル ドラマCD Off the ROAD（真波山岳[181]）
- Rust Blaster（煉獄院・G・咲人）
- ラディカル･ホスピタル(瀬尾寛樹)
- ラノベ王子☆聖也（伊吹総司[182]）
- Love Cuisine 〜モンスターズ･レシピ〜 Vol.1・2・4（アミン・ケベフト）
- LOVE★DON!!★QUIXOTE Vol.3（タイチ先輩[183]）
- ラブ★ゆう（上原春吉）
- Real Rode シリーズ（ソマリ）
  - Drama CD Real Rode 〜Pure White Disc〜
  - Drama CD Real Rode 〜Noble Black Disc〜
- 理系男子NEXT（白金永遠）
  - ドラマCD『理系男子。NEXT』 〜ぼくらの理化研〜
- 魔法少年ハァトマジック（シュシュ・ミディール）
  - ドラマCD 魔法少年ハァトマジック〜02 シュシュ・ミディール編〜
- 私の執事 on mild taste（三角七海）
- 笑って!外村さん（外村冬馬[184]）
- きりみちゃん in 切り身界（きりみちゃん[185]）
- KIRIMIちゃん.シチュエーションCD（きりみちゃん[186]）

### BLCD
- アーサーズ・ガーディアン 黒盤（チャールズ・ブラックフォード）
- 間の楔 シリーズ（ルーサ）
  - 間の楔II 〜NIGHTMARE〜
  - 間の楔III 〜RESONANCE〜
- 愛と仁義に生きるのさ（男）
- ヴァージン・スター（早乙女聖）
- うちの巫女が言うことには（咲坂木陰）
- オルタナ（千葉康平）
- 王子と小鳥（ミシャーリ）
- 狼は花の馨り2 限定版CD付（アルタ）
- カテキョ!1・3（河内遥）
- コイトモ!?（河内遥）
- かわいい悪魔（三好瑛次）
- キスとDO－JIN!〜王子様はカリスマ大手!?〜（姫宮孔一郎）
- 空中庭園（プリアプス）
- 恋の雫（練馬奏良）
- ごめんね ♥ アイドルくん（良知亮太）
  - おやすみアイドルくん
- コルセーアV 〜記憶の鼓動〜（ティエリ）
- 三千世界の鴉を殺し6（ガーディアン・レッド）
- してみて。（佐々木虎太郎）
- 信号機 シリーズ
  - アオゾラのキモチ -ススメ-（相馬朗）
  - オレンジのココロ -トマレ-（相馬朗）
- 妓楼の軍人（桂木セラ）
- 素人ヤンキー♂危機一髪（一樹ゆら）
- 真空融接 1・2（エリアス）
- ステイゴールド♡ 〜恋のレッスンAtoZ〜（豊国瑞紀）
- 素直になれ!（木場勝）
- 世界が終わるまできみと（速水学）
- 背中合わせの恋 Vol.1・2（中村三津彦）
- 空に響くは竜の歌声（メイファン）
- ティアドロップ（木戸悠介）
- 天狗神（浄）
- 嘆きのヴァンパイア〜愛しき夜の唇〜（滝沢翔）
- 花がふってくる（秋祐13歳）
- ビューティフル・サンデー（稚野小鳩）
- ピンクとまめしば (御子柴健)
- 妖精学園フェアラルカ♥〜ダーリンは眠りの精〜（ハートミア）
- プライスシリーズ1 ふらちな恋のプライス（若い男）
- ふらちな恋のプライス（若い男）
- FLESH&BLOOD5・15・16（ロバート・セシル）
- BORDER 境界線（八乙女桔平）※第2・3・4・5巻限定版ミニドラマCD
- 魔王 シリーズ（伽羅）
  - ホンキの恋罪
  - シアワセの誘惑
  - 聖魔の密契 上下巻
- まほデミー週番日誌 魔法学園♥月光プリズン（モンロー）
- ヤリチン☆ビッチ部（明美圭一[187]）
- 料亭遊戯（菅野直生）
- 私と猫と花の庭（森下スズナ）
- ワルイコトシタイ シリーズ（柏木優）
  - ワルイコトシタイ
  - 嫌いじゃないけど
  - 素直じゃないけど
  - 悪いコでもイイ?
  - ワルイ男でもイイ
  - ワルイ恋人じゃダメ?
  - ワルイ王子でもスキ

### 朗読・その他CD
- 憧れのお隣さん VOL.1-6
- 憧れのお店屋さん VOL.1-6
- アロマな彼氏 vol.3 カモミール 〜美容師の彼に、心も身体も癒されてみませんか?〜
- 感応時間5 〜タナトスの兄弟〜（弟）
- スキマタイム Wednesday!（浅葱[188]）
- TOKYOヤマノテBOYS 〜Secret.1〜 ナイショの真夜中王子（ミッドナイトプリンス）（百瀬歩夢）
- 妄想CD ね語男子 其の七
- honeybee 羊でおやすみシリーズ Vol.16 「いい加減に寝ろよなっ」
- Starry☆Sky × 羊でおやすみシリーズ「天の川を見ながらおやすみ」（小熊伸也）
- VitaminZ × 羊でおやすみシリーズ Vol.3 「節約友の会でおやすみ」（多智花八雲）
- VitaminX-Z・キャンディビタミン5（多智花八雲）
- LOVE × EXERCISE vol.3 〜あなたのダイエットをアメとムチで指導するCD〜（日向伊葉）
- Lost Omen（ラプンツェル）※同人CD

### ラジオドラマ
- SIVA☆TANTRISM（ブラフマー）
- くりきん☆Radio -くりーんきーぱーのラヂオはじめました- 「くりきん☆劇場」（源九朗）
- 悠幻の学び舎〜いもうと学園〜（国分寺隆）

### 吹き替え

#### 映画
- インシディアス 序章（アレックス・ブレナー）
- サウンド・オブ・ミュージック 「テレビ東京版」（フリードリッヒ）
- ザ・プリンス&ザ・パーパー（男子生徒）
- 幸せのきずな（ティム）
- 隣の家の少女（ドニー）
- ハリー・ポッターと不死鳥の騎士団

#### ドラマ
- WITHOUT A TRACE/FBI 失踪者を追え!（トレバー #81、ディラン #92、アダム #129）
- 王女の男（ムヨン #12 - 24）
- KING兄弟（ブーマー〈ドック・ショウ〉）
- ゴースト 〜天国からのささやき season1（ダニエル #17）
- ゴースト 〜天国からのささやき season3（ダニエル #9）
- コールドケース4 #1（デイビー・シュルマン）
- ザ・ソプラノズ6 哀愁のマフィア（背の高い男）
- CSI:ニューヨーク6（ニッキー・ハリス #21）
- CSI:マイアミ5 #16
- CSI:マイアミ6（カイル・ハーモン #1・3・7・13・15・16・21）
- CSI:マイアミ7（カイル・ハーモン #1・5・17・18・21 - 24）
- スイート・ライフ オン・クルーズ（マーカス・リトル）
- 善徳女王（キム・ユシン〈少年時代〉）
- 鉄の王 キム・スロ（キム・スロ〈少年時代〉）
- バケーション with デレク

#### アニメ
- かたつむりんピック（バフィー）
- ダックテイルズ（ヒューイ[189]）
- ネクスト・アベンジャーズ: 未来のヒーローたち（ジェームズ・ロジャース）
- バットマン:ブレイブ&ボールド（ブルービートル / ハイメ・レイエス）

### 特撮
- 王様戦隊キングオージャー ラクレス王の秘密 （2023年、シデジームの声）
- 仮面ライダーガッチャード（2024年、マックラーケンの声、クラーケンマルガムの声[190]）

### デジタルコミック
- VOMIC ストロボ・エッジ（安堂）
- VOMIC スイート☆ミッション（森下高良）
- VOMIC 銀河パトロール ジャコ（ジャコ）
- カドカワストア.TV BACK STAGE!!（2023年、瀬名泉水）[191]

### PV・CM
- 君は冥土様。（2021年、横谷人好）

### ラジオ
※はインターネット配信。
- Ya!! NightWing（2007年 - 2009年、WEBラジオ※）
- ゆうきとつばさのひよこ（2008年 - 2018年、声優アニメイト+hm3※、アニメイトタイムズ※）
- 西浦高校放送部（2010年、oofuri.com内※）
- 玄希弾らじお（2010年 - 2016年 、玄希弾公式サイト※）
- スタンドアップ・ザ・ヴァンガード（2011年 - 2014年、ラジオ大阪）
  - ヴァンガード キャピタル（2011年 - 2014年、ラジオ大阪）
  - ヴァヴァンとヴァンガード大発見!（2011年 - 2012年、ラジオ大阪）
  - 立ち上がれ!僕らのヴァンガード（2011年 - 2014年、ラジオ大阪、HiBiKi Radio Station※）
  - 立ちヴァン サンデー（2012年 - 2014年、ラジオ大阪、HiBiKi Radio Station※）
  - ラジオファイト!! ヴァンガード（2018年 - 、ラジオ大阪、HiBiKi Radio Station※）
- 江口拓也と木村良平と代永翼のキラキラ☆ビート（2011年 - 2012年、ラジオ大阪、ニコニコ生放送※）
  - Trignalのキラキラ☆ビートR（2012年 - 、アニメイトタイムズ※）
- テイルズリング・エクシリア（2011年 - 2012年、アニメイトTV※）
- アニメマガジンJ（2012年 - 2013年、WEBラジオ※）
- あべながの野望〜他力本願の変〜（2012年 - 2014年、TOKYO FM）
- ファミリア・バール（2012年、アニメイトTV※、第3シーズンパーソナリティ）
- 華劇ラヂヲ（2014年 - 2015年、funラジオ※）
- 代永翼と村瀬歩の東高セゾンラジオ「春」（2015年、アニメイトTV※）
  - 代永翼と山谷祥生の東高セゾンラジオ「秋」（2015年、アニメイトTV※）
- なりゆきNIGHT（2015年 -2019年 、ニコニコ動画※→アニメイトタイムズ※）
- 弱虫ペダル ニュージェネラジオ!（2016年 - 2017年、音泉※）[192]
  - 弱虫ペダル グローリーレディオ（2018年、ニコニコ生放送※）[193]
- セガ ガールズ通信 広報宣伝ラジオ（2016年 - 、セガ公式 YouTubeチャンネル※、音泉※）[194]
- TVアニメ「BAKUMATSU」 WEBラジオ『イキザマラジオ!』（2018年 - 、音泉※）[195]
- 代永翼の美美美なラジオ（2019年4月 マンガPark）
- &CAST!!!アワー ラブナイツ!（2019年 - 2020年、&CAST※、文化放送、東海ラジオ）
- 声優バトンシリーズ(2021年 -、Youtube TAKALAKAチャンネル）
- 代永翼のBARバァ♥TSUBASA♥(2022年12月-2023年3月、stand FM※ 音声のみのラジオ形式、→2023年4月-、ニコニコ生放送※ 映像配信）
- 代永翼のくじメイト特番〜眠れぬ夜のおまじない編～(2024年、ニコニコ生放送 animelo+チャンネル※)

### ラジオ・トークCD
- ラジオCD おれつば振興会 夢ラジオ・俺たちに翼はNIGHT vol.3
- Comic Market 80 Limited CD テイルズリング・シンフォニア
- DJCD テイルズリング・エクシリア Comic Market 83 Limited
- 近藤隆のももんがあッCD 代永翼の巻
- 下野紘&梶裕貴のRadio Misty Vol.8
- ラジオCD「立ち上がれ!僕らのヴァンガード」Vol.1 - 13
- DJCD 谷山紀章のMr.Tambourine Man〜治外法権〜
- DJCD「テイルズリング・エクシリア」 第1、2巻
- TOKYOヤマノテBOYS DJCD「ヤマノテステーション」Record.III
- Trignalのキラキラ☆ビートＲ ラジオＣＤ 2013 SPRING
- 西浦高校放送室 1・2 ※おおきく振りかぶって DVD第6・8巻 限定版特典CD
- 西浦高校放送室 延長戦 ※イベントDVD アニメイト特典CD
- DJCD ファミリア・バール TRE
- ベスト・オブ・おおきく振りかぶって〜夏のスコアブック〜 DVD特典DJCD
- 「Vitamin」シリーズDJCD 「私立聖帝学園放送部活動録」巻の壱
- ミニDJCD 101人目のアリス「こちらモンドンヴィル放送室!!」（テオ）※「Wings」2009年7月号付録
- DJCD ゆうきとつばさのひよこ 〜1 - 2ぴよ〜
- DJCD ラジオ☆ロデ Vol.1

### ナレーション
- ニノさん（2015年1月11日・18日、日本テレビ）
- ぼくらはマンガで強くなった〜SPORTS×MANGA〜（2015年8月9日、NHK BS1）
- アニメマシテ（2015年11月、テレビ東京）
- KiramuneカンパニーR/L（2016年6月11日/25日・2016年11月18日/26日、フジテレビNEXT/フジテレビTWO）

### テレビ番組
※はインターネット配信。
- 見えるぞ!ニッポン（2008年 - 2012年、NHK Eテレ - みえるくん）※声の出演
- ヴァンガードTV TRY（2014年[196]）
- モテ福（2016年、テレ玉 - 牛山・アンソニー・和彦 / 明智光秀、秋田くん、小便小僧、麺二郎）※声の出演
- KiramuneカンパニーR/L（2016年 - 2017年、2021年フジテレビNEXT/フジテレビTWO）

### 映像商品
- 江口拓也の俺たちだってもっと癒されたい！4
- おおきく振りかぶって 〜オレらの夏は終わらない〜
- オトメイトパーティー♪2009
- 梶裕貴のフェイス! Vol.2
- 下野紘&梶裕貴のRadio Misty 2nd LIVE
- 女子的情報誌 TSUBASA MAGAZINE
- 第二回声優アワード 永久保存版オフィシャルDVD 〜授賞式から舞台裏まで 受賞者たちの感動記〜
- 立ち上がれ!僕らのヴァンガード 旅ヴァン -北海道編-
- 立ち上がれ!僕らのヴァンガード 旅ヴァン -宮城編-
- つれゲー Vol.4 代永翼&佐藤拓也×がんばれゴエモン3
- つれゲー Vol.5 代永翼&佐藤拓也×がんばれゴエモン3 獅子重禄兵衛のからくり卍固め（続）
- Dear Girl 〜Stories〜4 Lovers Only
- DearGirl〜Stories〜Festival Carnival Matsuri DGS祭
- テイルズ オブ フェスティバル 2011 - 2013・2017
- ときめきレシピ 中華の巻〜阿部敦&代永翼〜
- ときめきレシピ チャレンジクッキング編（2）〜代永翼&佐藤拓也〜
- ときめきレシピ 執事レストランへようこそ〜代永翼&山下大輝〜
- ライブビデオ ネオロマンス スターライト♥クリスマス2011
- 八犬伝―東方八犬異聞― おいでませ!古那屋 in日比谷公会堂
- 八犬伝―東方八犬異聞― おいでませ!古那屋 inパシフィコ横浜
- VitaminZ 〜大阪・初夏の陣〜 イベントDVD
- VitaminZ 〜東京・盛夏の陣〜 イベントDVD
- VitaminXtoZ いくぜっ!究極（ハイパー）★エクスプロージョン
- VitaminZ 百花繚乱 幕張・炎夏の陣 愛してるZ!!!!!!
- VitaminZ 修学旅行 in 北海道！
- べし旅〜代永翼と伊香保温泉編
- ゆうきとつばさのひよこ 〜ふたりっきりの遠足〜
- ライブビデオ JAPAN 乙女♥Festival
- ライブビデオ JAPAN 乙女♥Festival2
- リアル宝探し 邪神ロキの呪い in東京ドイツ村
- ずっと前から好きでした。〜告白実行委員会〜 公開初日スペシャルイベント舞台挨拶・朗読パート（「ずっと前から好きでした。〜告白実行委員会〜」 ブルーレイ&DVD 完全生産限定版特典に収録）
- 木村良平のキムライズムⅢ

### 実写映画
- DearGirl〜Stories〜 THE MOVIE（2010年、ウェイター、ヨナガッパ）

### 舞台
- 嵐になるまで待って（2008年10月9日 - 12日、明石スタジオ）
- Lit Klatch リーディングシアター「ホス探へようこそ episode2」（2009年10月3日、南大塚ホール、小林）
- GKDNプロデュース「ナイト・オブ・ザ・リビング・ヒーロー」（2012年8月24日 - 26日、新宿SPACE107）
- 進戯団夢命クラシックス＃13「ファントム・ライセンス」（2012年12月7日・8日、新宿シアターモリエール）
- Kiramune Presents リーディングライブ（2013年 - 2021年）
  - 悪魔のリドル〜escape 6〜（一之瀬晴）[197]
  - 5コントローラーズ+1（Koma）[198]
  - OTOGI狂詩曲（金太郎）[199]
  - パンプキンファームの宇宙人（砂糖）[200]
  - Be-Leave（泣き虫）[201]
  - カラーズ（黄金崎シンイチ）[202]
  - 密室の中の亡霊 幻視探偵（笹木三郎）[203]
  - 作るカノジョと僕らのテ（オズ）[204]
  - OTOGI狂詩曲-RE:Read-（赤鬼）[205]
  - ハコクの剣（善次）[206]
- 舞台『カタシロRebuild 侵蝕』（マコト役）（2022年2月11日）
- 扉をあけるその先に～北斎からドビュッシーまで、響く波の広がり～（2022年7月14日 - 17日、すみだトリフォニーホール 小ホール）[207]
- 朗読劇舞台「永久保貴一の極めて怖い話 2024」（2024年8月12日、浅草花劇場）[208]
- 江戸川乱歩朗読劇 幻調乱歩3「東京ニュートロン曠野」（2024年9月7日、イイノホール）[209]
- キミに贈る朗読会『東京タワー 〜オカンとボクと、時々、オトン〜』（2025年5月3日・4日、TOKYO FM HALL） - 幼馴染 役[210]
- テンダープロプロデュース 朗読劇『遠き夏の日2025』（2025年8月21日・22日〈予定〉、赤坂RED/THEATER）[211][212]
- 幻調乱歩4 夜明けに怯える怪機城（2025年8月30日〈予定〉、イイノホール）[213]

### その他コンテンツ
- バナフェス!タウン「華劇」（常盤薫）
- サンリオキャラクター ｢KIRIMIちゃん.｣ (きりみちゃん、2014 -)
- フレンズ フォウ チェンジ ゲームス（ドック・ショウ）
- 天啓的異世界転生譚 サウンドドラマ（2014年、結城鋼）[214]
- ヒッピティ・ホッピティ・スプリングタイム（2014年 - 2016年、イースターバニー）[要出典]
- アナとエルサのフローズンファンタジー（2015年 - 2017年、開始前ナレーション）
- 愛西市“イメージして…”PRショートアニメ（2017年、先導アイチ）
- イトーヨーカドー　代永翼の甘いバレンタイン&ホワイトデー  店内放送、アプリコンテンツ(2023年 2/14〜3/15)

## ディスコグラフィ

### キャラクターソング
| 発売日   | 商品名                                                                                             | 歌 | 楽曲 | 備考                                                                                     |
| 2008年   | 2008年                                                                                             | 2008年 | 2008年 | 2008年                                                                                   |
| -------- | -------------------------------------------------------------------------------------------------- | --- | --- | ---------------------------------------------------------------------------------------- |
| 4月16日  | 陽だまりのゲート                                                                                   | 滝島彗（福山潤）、狩野宙（下野紘）、山本純（代永翼） 、辻竜（堀江一眞） | 「陽だまりのゲート」 | テレビアニメ『S・A〜スペシャル・エー〜』エンディングテーマ                               |
| 5月21日  | S・A〜スペシャル・エー〜 キャラクターミニアルバム 純・芽・竜                                       | 山本純（代永翼） | 「僕の場所」 「陽だまりのゲート」                                                                                           | テレビアニメ『S・A〜スペシャル・エー〜』関連曲                                           |
| 7月16日  | Gorgeous 4U                                                                                        | 滝島彗（福山潤）、狩野宙（下野紘）、山本純（代永翼） 、辻竜（堀江一眞） | 「Gorgeous 4U」 | テレビアニメ『S・A〜スペシャル・エー〜』オープニングテーマ                               |
| 2009年   | | | |                                                                                          |
| 2月6日   | 蒼黒の楔 緋色の欠片3 キャラクターソングCD「ケテル・凛」                                            | 凛（代永翼） | 「JUSTICE」 | ゲーム『蒼黒の楔 緋色の欠片3』関連曲                                                     |
| 2011年   | | | |                                                                                          |
| 4月6日   | 愛の密                                                                                             | 二之宮悠斗（鈴村健一）、岬虎太郎（森久保祥太郎）、百瀬歩夢（代永翼） | 「愛の蜜 -LOVE SYRUP-」 | ゲーム『TOKYOヤマノテBOYS HONEY MILK』オープニングテーマ                                 |
| 4月6日   | 愛の密                                                                                             | 百瀬歩夢（代永翼） | 「愛の蜜 -LOVE SYRUP-」 | ゲーム『TOKYOヤマノテBOYS HONEY MILK』オープニングテーマ                                 |
| 5月11日  | TOKYOヤマノテBOYS HONEY MILK DISC キャラクターソング                                               | 百瀬歩夢（代永翼） | 「純情あんこベアーズ」 | ゲーム『TOKYOヤマノテBOYS HONEY MILK』関連曲                                             |
| 8月5日   | VitaminZ キャラクターソングCD 多智花八雲&嶺アラタ編                                                | 多智花八雲（代永翼） | 「Action a gogo」 「I DO Love♪」                                                                                            | ゲーム『 VitaminZ』関連曲                                                                |
| 12月21日 | La Festa La Vita!                                                                                  | ノヴァ starring 代永翼 | 「ピリオドの向こう側」 | テレビアニメ『アルカナ・ファミリア -La storia della Arcana Famiglia-』関連曲             |
| 2012年   | | | |                                                                                          |
| 3月28日  | ちはやふる オリジナル・サウンドトラック&キャラクターソング集 第2首                                 | 駒野勉（代永翼） | 「人生スクワット」 | テレビアニメ『ちはやふる』関連曲                                                         |
| 6月27日  | カードファイト!! ヴァンガード キャラクターソングアルバム スタンドアップ！ザ・ソング!!              | 先導アイチ（代永翼） | 「勇気のイメージ」 | テレビアニメ『カードファイト!! ヴァンガード』関連曲                                      |
| 7月25日  | VitaminZ Character Song CD 百歌繚乱 其の弐 〜八雲/アラタ〜                                         | 多智花八雲（代永翼） | 「NIGHTMARE ANGEL」 | ゲーム『VitaminZ』関連曲                                                                 |
| 8月22日  | VitaminZ Character Song CD 百歌繚乱 其の禄 〜VitaminZのテーマ〜                                    | A4+P2 | 「愛してるZ!!!!!!」 | ゲーム『VitaminZ』関連曲                                                                 |
| 9月5日   | Pieces of Treasure                                                                                 | リベルタ（福山潤）、ノヴァ（代永翼） | 「Pieces of Treasure」 | テレビアニメ『アルカナ・ファミリア -La storia della Arcana Famiglia-』エンディングテーマ |
| 10月10日 | カードファイト!! ヴァンガード アジアサーキット編 キャラクターソング vol.1 先導アイチ「笑顔の未来」 | 先導アイチ（代永翼） | 「笑顔の未来」 「約束のクロスロード」                                                                                       | テレビアニメ『カードファイト!! ヴァンガード アジアサーキット編』関連曲                   |
| 10月24日 | 理系男子。NEXT 勉強になる!? キャラクターソング VOL.1                                               | 白金永遠（代永翼） | 「supposition〜僕が鳥だったら〜（勉強科目:英語）」 「原子分子STEP〜ぼくらの化学反応〜」                                     | 勉強サポート・プロジェクト『理系男子。NEXT』関連曲                                       |
| 10月24日 | アルカナ・ファミリア 2 Blu-ray Disc 初回限定版 非売品ヴォーカルCD                                  | ノヴァ（代永翼） | 「星影のmonologo」 | テレビアニメ『アルカナ・ファミリア -La storia della Arcana Famiglia-』関連曲             |
| 11月21日 | Whisper of the Nightmare ♂Scorpion♂ EP                                                             | 黒崎健介（代永翼） | 「kill me again」 | ゲーム『コープスパーティー』関連曲                                                       |
| 12月19日 | TOKYOヤマノテBOYS Portable HONEY MILK DISC                                                         | 二之宮悠斗（鈴村健一）、岬虎太郎（森久保祥太郎）、百瀬歩夢（代永翼） | 「魔法にかけられて-Hello, My Dear Princess-」                                                                               | ゲーム『TOKYOヤマノテBOYS Portable』オープニングテーマ                                   |
| 2013年   | | | |                                                                                          |
| 6月5日   | カードファイト!! ヴァンガード キャラクターソングアルバム ソングス・オブ・宮地学園カードファイト部  | 先導アイチ（代永翼） | 「未来ステージ」 | テレビアニメ『カードファイト!! ヴァンガード リンクジョーカー編』関連曲                   |
| 6月5日   | カードファイト!! ヴァンガード キャラクターソングアルバム ソングス・オブ・宮地学園カードファイト部  | 宮地学園カードファイト部 | 「笑顔でfight!」 | テレビアニメ『カードファイト!! ヴァンガード リンクジョーカー編』関連曲                   |
| 8月7日   | SPLASH FREE                                                                                        | STYLE FIVE | 「SPLASH FREE」 | テレビアニメ『Free!』エンディングテーマ                                                  |
| 9月4日   | Free! キャラクターソング Vol.4 葉月渚                                                              | 葉月渚（代永翼） | 「FUN!!」 「Sunny Soda Breeze」                                                                                             | テレビアニメ『Free!』関連曲                                                              |
| 9月25日  | 理系男子。NEXT 勉強になる!? キャラクターソング 第2弾                                               | 白金永遠（代永翼） | 「ボクら1,000,000℃!（勉強科目：物理） 」                                                                                    | 勉強サポート・プロジェクト『理系男子。NEXT』関連曲                                       |
| 9月25日  | 理系男子。NEXT 勉強になる!? キャラクターソング 第2弾                                               | 白金永遠（代永翼）、尾汐七斗里（細谷佳正） | 「ふわふわ♥ホットケーキ♥ドリーム」                                                                                          | 勉強サポート・プロジェクト『理系男子。NEXT』関連曲                                       |
| 10月2日  | Free! オリジナルサウンドトラック「Ever Blue Sounds」                                               | STYLE FIVE | 「EVER BLUE」 | テレビアニメ『Free!』関連曲                                                              |
| 10月23日 | 八犬伝―東方八犬異聞― キャラクターソングアルバム Vol.2                                              | 犬江仁（代永翼） | 「WING TO THE TRUE SMILE」                                                                                                  | テレビアニメ『八犬伝―東方八犬異聞― 』関連曲                                              |
| 11月27日 | うたの☆プリンスさまっ♪ マジLOVE2000％ 6 封入特典CD                                                 | HE★VENS | 「HE★VENS GATE」 | テレビアニメ『うたの☆プリンスさまっ♪ マジLOVE2000%』関連曲                               |
| 2014年   | | | |                                                                                          |
| 1月15日  | Free! キャラクターソング Vol.2 葉月渚 & 竜ヶ崎怜                                                   | 葉月渚（代永翼）、竜ヶ崎怜（平川大輔） | 「サマーハイテンション☆」 「夏の終わりの夕間暮れ」                                                                          | テレビアニメ『Free!』関連曲                                                              |
| 1月29日  | 八犬伝―東方八犬異聞― Blu-ray 11 初回限定版 イメージソングCD Vol.11                                 | 犬江仁（代永翼）、葉月（森田成一） | 「Silent Sky」 | テレビアニメ『八犬伝―東方八犬異聞― 』関連曲                                              |
| 3月19日  | Fate Breaker                                                                                       | 櫂トシキ（佐藤拓也）&先導アイチ（代永翼） | 「Fate Breaker」 「リスペクトファイター」                                                                                   | テレビアニメ『カードファイト!! ヴァンガード リンクジョーカー編』関連曲                   |
| 4月16日  | 弱虫ペダル キャラクターソングCD VOL.5                                                              | 真波山岳（代永翼） | 「Over the sky」 | テレビアニメ『弱虫ペダル』関連曲                                                         |
| 4月16日  | 弱虫ペダル キャラクターソングCD VOL.5                                                              | 真波山岳（代永翼） 、東堂尽八（柿原徹也） | 「クライマーズ・ハイ」 | テレビアニメ『弱虫ペダル』関連曲                                                         |
| 5月21日  | Glory Road                                                                                         | チーム箱根学園 | 「Glory Road」 | テレビアニメ『弱虫ペダル』エンディングテーマ                                             |
| 5月21日  | Glory Road                                                                                         | チーム箱根学園 | 「It's easy!!」 | テレビアニメ『弱虫ペダル』関連曲                                                         |
| 8月6日   | FUTURE FISH                                                                                        | STYLE FIVE | 「FUTURE FISH」 | テレビアニメ『Free!』エンディングテーマ                                                  |
| 9月3日   | KIRIMIちゃん.のうた                                                                                | KIRIMIちゃん.（代永翼） | 「きみきりみ」 「マジカルKIRIMI!」 「きりみの歌〜おいしく食べてね〜」                                                       | 『 KIRIMIちゃん.』関連曲                                                                 |
| 9月3日   | Free! -Eternal Summer- キャラクターソングシリーズ Vol.4 葉月渚                                     | 葉月渚（代永翼） | 「ボクカクメイ」 「プリズムSHOWTIME☆」                                                                                      | テレビアニメ『Free! -Eternal Summer-』関連曲                                             |
| 9月10日  | TVアニメ LOVE STAGE!! キャラクターソング1「EVERYDAY MAGIC」                                        | 瀬名泉水（代永翼） | 「EVERYDAY MAGIC」 「ミラクル☆ララルル」                                                                                    | テレビアニメ『LOVE STAGE!!』関連曲                                                       |
| 10月8日  | Free! -Eternal Summer- オリジナルサウンドトラック Clear Blue Notes                                 | 七瀬遙（島﨑信長）、橘真琴（鈴木達央）、葉月渚（代永翼）、竜ヶ崎怜（平川大輔）、松岡凛（宮野真守）、山崎宗介（細谷佳正）、似鳥愛一郎（宮田幸季）、御子柴百太郎（鈴村健一） | 「Clear Blue Departure」 | テレビアニメ『Free! -Eternal Summer-』関連曲                                             |
| 11月26日 | 僕じゃダメですか？〜「告白実行委員会」キャラクターソング集〜                                       | 綾瀬恋雪（代永翼） | 「告白ライバル宣言」 | 『告白実行委員会〜恋愛シリーズ〜』関連曲                                                 |
| 2015年   | | | |                                                                                          |
| 1月21日  | 曇天に笑う 上巻 特典CD「キャラクターソング&オリジナルサウンドトラックCD」                          | 曇宙太郎（代永翼） | 「カラフルな冒険」 | テレビアニメ『曇天に笑う』関連曲                                                         |
| 7月15日  | おいしく恋するCD Love Cuisine 〜モンスターズ･レシピ〜 Vol.2                                        | フランクリン・グリーンウッド（佐藤拓也）、アミン・ケベフト（代永翼） | 「Amazing Cuisine」 |                                                                                          |
| 8月5日   | ボーイフレンド（仮）キャラクターCDシリーズ vol.4                                                   | 桜沢瑠風（代永翼） | 「SWEET WEEK」 | ゲーム『ボーイフレンド（仮）』関連曲                                                     |
| 12月2日  | MONSTER GENERATiON                                                                                 | IDOLiSH7 | 「MONSTER GENERATiON」 「Joker Flag」 「MEMORiES MELODiES」                                                                 | ゲーム『アイドリッシュセブン』関連曲                                                     |
| 12月2日  | うたの☆プリンスさまっ♪ マジLOVEレボリューションズ 6 封入CD                                         | HE★VENS | 「HE★VENS GATE -Beginning of the Legend-」                                                                                  | テレビアニメ『うたの☆プリンスさまっ♪ マジLOVEレボリューションズ』関連曲                  |
| 2016年   | | | |                                                                                          |
| 2月10日  | ボーイフレンド（仮） キャラクターソングアルバム vol.1                                              | 桜沢瑠風（代永翼）、宮ノ越涼太（村田太志）、芳屋直景（花江夏樹） | 「Message for you !!」 | ゲーム『ボーイフレンド（仮）』関連曲                                                     |
| 3月30日  | 恋のワンダーランド                                                                                 | Frep | 「恋のワンダーランド」 | ゲーム『Frep☆LOVE 〜彼はアイドル〜』関連曲                                               |
| 7月7日   | NATSU☆しようぜ！                                                                                   | IDOLiSH7 | 「NATSU☆しようぜ！」 | ゲーム『アイドリッシュセブン』関連曲                                                     |
| 8月4日   | i7                                                                                                 | IDOLiSH7 | 「Perfection Gimmick」 「GOOD NIGHT AWESOME」 「RESTERT POiNTER」 「THE FUNKY UNIVERSE」 「THANK YOU FOR YOUR EVERYTHING!」 | ゲーム『アイドリッシュセブン』関連曲                                                     |
| 8月4日   | i7                                                                                                 | 二階堂大和（白井悠介）、和泉三月（代永翼）、六弥ナギ（江口拓也） | 「ピタゴラス☆ファイター」                                                                                                   | ゲーム『アイドリッシュセブン』関連曲                                                     |
| 8月26日  | 星空ホールへおいでよ♪ 楽器たちからのメッセージソングCD ユリウス〜吐息まで愛おしい〜                | ユリウス（代永翼） | 「星空ホールへおいでよ♪」 「吐息まで愛おしい」                                                                              |                                                                                          |
| 11月5日  | 告白TO→CHU                                                                                         | Frep | 「告白TO→CHU」 | ゲーム『Frep☆LOVE 〜彼はアイドル〜』関連曲                                               |
| 11月23日 | うたの☆プリンスさまっ♪マジLOVEレジェンドスターデュエットアイドルソング 四ノ宮那月&帝ナギ           | 四ノ宮那月（谷山紀章）&帝ナギ（代永翼） | 「Grown empathy」 | テレビアニメ『うたの☆プリンスさまっ♪ マジLOVEレジェンドスター』挿入歌                    |
| 11月23日 | うたの☆プリンスさまっ♪マジLOVEレジェンドスターデュエットアイドルソング 四ノ宮那月&帝ナギ           | 帝ナギ（代永翼） | 「You're mine!」 | テレビアニメ『うたの☆プリンスさまっ♪ マジLOVEレジェンドスター』関連曲                    |
| 12月28日 | 不滅のインフェルノ                                                                                 | HE★VENS | 「不滅のインフェルノ」 「HE★VENLY PARADE」                                                                                  | テレビアニメ『うたの☆プリンスさまっ♪ マジLOVEレジェンドスター』挿入歌                    |
| 2017年   | | | |                                                                                          |
| 1月11日  | うたの☆プリンスさまっ♪ マジLOVEレジェンドスター BD・DVD第1巻特典CD                                 | ST☆RISH、QUARTET NIGHT、HE★VENS | 「夢を歌へと…！」 | テレビアニメ『うたの☆プリンスさまっ♪ マジLOVEレジェンドスター』挿入歌                    |
| 5月3日   | ボーイフレンド（仮）きらめき☆ノート コンプリートコレクション#02                                    | 桜沢瑠風（代永翼）、芳屋直景（花江夏樹） | 「フタリの法則」 | ゲーム『ボーイフレンド（仮）』関連曲                                                     |
| 5月31日  | 5Night Circus                                                                                      | Frep | 「5Night Circus」 | ゲーム『Frep☆LOVE 〜彼はアイドル〜』関連曲                                               |
| 7月7日   | Sakura Message                                                                                     | IDOLiSH7 | 「Sakura Message」 「PARTY TIME TOGETHER」                                                                                  | ゲーム『アイドリッシュセブン』関連曲                                                     |
| 7月19日  | 弱虫ペダル NEW GENERATION キャラクターソング Vol.06 手嶋純太&真波山岳                              | 手嶋純太（岸尾だいすけ）、真波山岳（代永翼） | 「Wind&Weed」 | テレビアニメ『弱虫ペダル NEW GENERATION』関連曲                                          |
| 7月19日  | 弱虫ペダル NEW GENERATION キャラクターソング Vol.06 手嶋純太&真波山岳                              | 真波山岳（代永翼） | 「Live in the moment」 | テレビアニメ『弱虫ペダル NEW GENERATION』関連曲                                          |
| 7月19日  | 劇場版 Free!-Timeless Medley- オリジナルサウンドトラック                                           | STYLE FIVE | 「RISING FREE」 | 劇場アニメ『劇場版 Free!-Timeless Medley-』主題歌                                        |
| 11月1日  | うたの☆プリンスさまっ♪ HEAVEN SKY エピソードCD                                                     | HE★VENS | 「HEAVEN SKY」 | 『うたの☆プリンスさまっ♪』関連曲                                                         |
| 11月8日  | FREE-STYLE SPIRIT/What Wonderful Days!!                                                            | STYLE FIVE | 「FREE-STYLE SPIRIT」 | 劇場アニメ『特別版 Free!-Take Your Marks-』オープニングテーマ                            |
| 11月8日  | FREE-STYLE SPIRIT/What Wonderful Days!!                                                            | 岩鳶町のゆかいな仲間たち | 「What Wonderful Days!!」                                                                                                   | 劇場アニメ『特別版 Free!-Take Your Marks-』エンディングテーマ                            |
| 2018年   | | | |                                                                                          |
| 1月17日  | ちるらん にぶんの壱 キャラソング                                                                   | 土方歳三（鈴木達央）、永倉新八（梅原裕一郎）、斉藤一（木村良平）、沖田総司（代永翼）、原田左之助（蒼井翔太）                                                               | 「証」 | テレビアニメ『ちるらん にぶんの壱』関連曲                                                |
| 1月17日  | ちるらん にぶんの壱 キャラソング                                                                   | 沖田総司（代永翼） | 「神鳴り」 | テレビアニメ『ちるらん にぶんの壱』関連曲                                                |
| 1月24日  | ボーイフレンド（仮）プロジェクト ミュージックアルバム 藤城学園 #02                                 | アルティメット・ライバルズ | 「激情のtriangle match」 | ゲーム『ボーイフレンド（仮）きらめき☆ノート』関連曲                                      |
| 2月14日  | WiSH VOYAGE                                                                                        | IDOLiSH7 | 「WiSH VOYAGE」 | テレビアニメ『アイドリッシュセブン』オープニングテーマ                                   |
| 2月14日  | WiSH VOYAGE                                                                                        | IDOLiSH7 | 「Dancing∞BEAT!!」 | テレビアニメ『アイドリッシュセブン』挿入歌                                               |
| 5月23日  | Over the Limit                                                                                     | ROUTE85 | 「Over the Limit」 | テレビアニメ『弱虫ペダル GLORY LINE』エンディングテーマ                                  |
| 5月23日  | Over the Limit                                                                                     | 真波山岳（代永翼） | 「Over the Limit」 | テレビアニメ『弱虫ペダル GLORY LINE』関連曲                                              |
| 5月23日  | 弱虫ペダル GLORY LINE BD・DVD第1巻特典CD                                                           | 真波山岳（代永翼）、黒田雪成（野島健児） | 「Turn It Around」 | テレビアニメ『弱虫ペダル GLORY LINE』関連曲                                              |
| 5月25日  | アイドリッシュセブン BD・DVD第4巻特典CD                                                            | IDOLiSH7 | 「TODAY IS」 | テレビアニメ『アイドリッシュセブン』挿入歌                                               |
| 6月20日  | ナナツイロ REALiZE                                                                                 | IDOLiSH7 | 「ナナツイロ REALiZE」 「Viva! Fantastic Life!!!!!!!」                                                                      | ゲーム『アイドリッシュセブン』関連曲                                                     |
| 7月7日   | Welcome, Future World!!!                                                                           | Re:vale、TRIGGER、IDOLiSH7 | 「Welcome, Future World!!! (short ver.)」                                                                                   | ゲーム『アイドリッシュセブン』関連曲                                                     |
| 7月18日  | 弱虫ペダル GLORY LINE BD・DVD第2巻特典CD                                                           | 真波山岳（代永翼）、泉田塔一郎（阿部敦）、黒田雪成（野島健児）、葦木場拓斗（宮野真守）、銅橋正清（小野大輔）、新開悠人（内田雄馬）                                         | 「箱根学園 校歌」 | テレビアニメ『弱虫ペダル GLORY LINE』関連曲                                              |
| 8月15日  | Touch You                                                                                          | 私立モリモーリ学園 性春♡男子s | 「Touch You」 | OVA『ヤリチン☆ビッチ部』主題歌                                                           |
| 8月15日  | Touch You                                                                                          | 明美圭一（代永翼） | 「Touch You」 | OVA『ヤリチン☆ビッチ部』関連曲                                                           |
| 8月22日  | GOLD EVOLUTION                                                                                     | STYLE FIVE | 「GOLD EVOLUTION」 | テレビアニメ『Free!-Dive to the Future-』エンディングテーマ                              |
| 10月10日 | Deep Blue Harmony                                                                                  | 七瀬遙（島﨑信長）、橘真琴（鈴木達央）、松岡凛（宮野真守）、椎名旭（豊永利行）、桐嶋郁弥（内山昂輝）、葉月渚（代永翼）、竜ヶ崎怜（平川大輔）                               | 「Blue Destination」 | テレビアニメ『Free!-Dive to the Future-』エンディングテーマ                              |
| 10月24日 | Noble Bullet 06 ロマノフグループ                                                                   | エカチェリーナ（代永翼） | 「天使のおとぎばなし」 | ゲーム『千銃士』関連曲                                                                   |
| 10月31日 | Free!-Dive to the Future- キャラクターソングミニアルバム Vol.1 Seven to High                       | 葉月渚（代永翼） | 「夢見るペンギンノート」 | テレビアニメ『Free!-Dive to the Future-』関連曲                                          |
| 11月21日 | Now On Air!                                                                                        | 6carats | 「Now On Air!」 | ゲーム『オンエア！』主題歌                                                               |
| 11月21日 | DUEL GIG RIVALS                                                                                    | Crystal Cross | 「Crystal Sky」 | ゲーム『バンドやろうぜ！』関連曲                                                         |
| 11月21日 | DUEL GIG RIVALS                                                                                    | Crystal Cross | 「Living Dead Monster」 | ゲーム『バンドやろうぜ！』関連曲                                                         |
| 11月21日 | DUEL GIG RIVALS                                                                                    | Crystal Cross | 「Forever You」 | ゲーム『バンドやろうぜ！』関連曲                                                         |
| 11月21日 | DUEL GIG RIVALS                                                                                    | Freezing & Crystal Cross | 「Seek」 | ゲーム『バンドやろうぜ！』関連曲                                                         |
| 12月19日 | ヤリチン☆ビッチ部 キャラクターソングシリーズ ばなな味                                              | 明美圭一（代永翼） | 「愛したい奥まで」 | OVA『ヤリチン☆ビッチ部』関連曲                                                           |
| 2019年   | | | |                                                                                          |
| 2月13日  | 劇場版 うたの☆プリンスさまっ♪ マジLOVEキングダム スペシャルユニットドラマCD 翔・ナギ・シオン       | 来栖翔（下野紘）、帝ナギ（代永翼）、天草シオン（山下大輝） | 「Colorfully☆Spark」 | 劇場アニメ『劇場版 うたの☆プリンスさまっ♪ マジLOVEキングダム』挿入歌                     |
| 3月3日   | Wonderful Octave 和泉三月                                                                          | 和泉三月（代永翼） | 「三日月のヴェール」 「Wonderful Octave」                                                                                   | ゲーム『アイドリッシュセブン』関連曲                                                     |
| 3月13日  | アンセム フォー ジ エンジェル                                                                      | 帝ナギ（代永翼） | 「絶対的★N・A・G・I」 | 『うたの☆プリンスさまっ♪』関連曲                                                         |
| 4月3日   | 愛を捧げよ 〜the secret Shangri-la〜                                                               | HE★VENS | 「愛を捧げよ 〜the secret Shangri-la〜」 「GIRA×2★SEVEN」                                                                   | 劇場アニメ『劇場版 うたの☆プリンスさまっ♪ マジLOVEキングダム』挿入歌                     |
| 7月10日  | Forward Blue Waves                                                                                 | STYLE FIVE | 「BRAVE DREAM」 | 劇場アニメ『劇場版 Free!-Road to the World-夢』主題歌                                    |
| 8月7日   | Good Luck My Wave!                                                                                 | 葉月渚（代永翼）、竜ヶ崎怜（平川大輔） | 「GOLD EVOLUTION」 | テレビアニメ『Free!-Dive to the Future-』関連曲                                          |
| 12月25日 | 劇場版 うたの☆プリンスさまっ♪ マジLOVEキングダム BD・DVD特典CD                                     | ST☆RISH、QUARTET NIGHT、HE★VENS | 「マジLOVEキングダム」 「Welocme to UTA☆PRI KINGDOM!!」                                                                     | 劇場アニメ『劇場版 うたの☆プリンスさまっ♪ マジLOVEキングダム』挿入歌                     |
| 2020年   | | | |                                                                                          |
| 1月8日   | Mr.AFFECTiON                                                                                       | IDOLiSH7 | 「Mr.AFFECTiON」 「ハツコイリズム」                                                                                         | ゲーム『アイドリッシュセブン』関連曲                                                     |
| 8月26日  | DiSCOVER THE FUTURE                                                                                | IDOLiSH7 | 「DiSCOVER THE FUTURE」 | テレビアニメ『アイドリッシュセブン Second BEAT!』オープニングテーマ                      |
| 8月26日  | DiSCOVER THE FUTURE                                                                                | IDOLiSH7 | 「Everyday Yeah!」 | テレビアニメ『アイドリッシュセブン Second BEAT!』関連曲                                  |
| 8月26日  | Paradise Lost〜Beside you〜                                                                        | 皇綺羅（小野大輔）、帝ナギ（代永翼）、鳳瑛二（内田雄馬）、天草シオン（山下大輝）                                                                                           | 「Beside you」 | 『うたの☆プリンスさまっ♪』関連曲                                                         |
| 9月16日  | SUPER STAR/THIS IS...!/Genesis HE★VENS                                                             | 鳳瑛一（緑川光）、皇綺羅（小野大輔）、帝ナギ（代永翼）、鳳瑛二（内田雄馬）、桐生院ヴァン（高橋英則）、日向大和（木村良平）、天草シオン（山下大輝）                         | 「Genesis HE★VENS」 | 『うたの☆プリンスさまっ♪』関連曲                                                         |
| 2021年   | | | |                                                                                          |
| 1月13日  | BEYOND THE SHiNE                                                                                   | TRIGGER、IDOLiSH7 | 「激情」 | テレビアニメ『アイドリッシュセブン Second BEAT!』挿入歌                                  |
| 4月7日   | アイドリッシュセブン Collection Album vol.2                                                        | Re:vale、IDOLiSH7 | 「Happy Days Creation!」 | ゲーム『アイドリッシュセブン』関連曲                                                     |
| 4月7日   | アイドリッシュセブン Collection Album vol.2                                                        | 二階堂大和（白井悠介）、和泉三月（代永翼）、六弥ナギ（江口拓也） | 「My Friend」 | ゲーム『アイドリッシュセブン』関連曲                                                     |
| 6月2日   | うたの☆プリンスさまっ♪10th Anniversary CD                                                          | 鳳瑛一（緑川光）、皇綺羅（小野大輔）、帝ナギ（代永翼）、鳳瑛二（内田雄馬）、桐生院ヴァン（高橋英則）、日向大和（木村良平）、天草シオン（山下大輝）                         | 「ENDLESS SCORE」 | 『うたの☆プリンスさまっ♪』関連曲                                                         |
| 8月4日   | THE POLiCY                                                                                         | IDOLiSH7 | 「THE POLiCY」 | テレビアニメ『アイドリッシュセブン Third BEAT!』オープニングテーマ                       |
| 8月4日   | THE POLiCY                                                                                         | IDOLiSH7 | 「NAGISA Night Temperature」                                                                                                | テレビアニメ『アイドリッシュセブン Third BEAT!』関連曲                                   |
| 10月27日 | One Day                                                                                            | 帝ナギ（代永翼） | 「Lovable midday」 | 『うたの☆プリンスさまっ♪』関連曲                                                         |
| 10月27日 | One Day                                                                                            | 鳳瑛一（緑川光）、皇綺羅（小野大輔）、帝ナギ（代永翼）、鳳瑛二（内田雄馬）、桐生院ヴァン（高橋英則）、日向大和（木村良平）、天草シオン（山下大輝）                         | 「One Day」 | 『うたの☆プリンスさまっ♪』関連曲                                                         |
| 2022年   | | | |                                                                                          |
| 1月12日  | Opus                                                                                               | IDOLiSH7 | 「Boys & Girls」 「Everything is up to us」                                                                                 | ゲーム『アイドリッシュセブン』関連曲                                                     |

### その他参加楽曲
| 発売日        | 商品名                    | 歌     | 楽曲 | 備考 |
| ------------- | ------------------------- | ------ | --- | ---- |
| 2010年4月14日 | 新・百歌声爛 -男性声優編- | 代永翼 | 「ときめきの導火線」〜 「アンバランスなKissをして」〜 「Reckless fire」〜 「STILL TIME」〜 「ハートを磨くっきゃない」〜 「熱血!! 勇者ラムネス」〜 「ignited -イグナイテッド-」〜 「ドラマチック」〜 「ボクらの冒険」〜 「月迷風影」 |      |